# Xiang (taal)
Xiang of Siong, ook wel Hunanees genoemd, is een Chinese taal die gesproken wordt door 36 miljoen mensen in Hunan, Noord-Guangxi en in een paar gebieden in Chongqing. Deze taal kan men verdelen in oud-Xiang en nieuw-Xiang. Het Xiang heeft veel invloed gekregen in het Ganyu en Zuidwest-Mandarijn, en heeft vijf, zes tot zeven toonhoogtes in Xiang subdialecten.
- Sino-Tibetaanse talen
  - Chinese talen
    - Xiang

## Verdeling
- Oud-Xiang heeft veel invloeden van het Gan en Zuidwest-Mandarijn. Het wordt gesproken in Noord-Hunan en in de provinciehoofdstad Changsha.
- Nieuw-Xiang heeft weinig invloeden van andere Chinese talen en wordt gesproken in Hengyang en Xiangxiang.

Verder wordt het verdeeld in vijf subtalen:
- Changyihua
- Loushaohua
- Hengzhouhua
- Chenxuhua
- Yongquanhua

## Kenmerken
- Deze Chinese taal kent geen standaardmandarijnse zh-, ch- en sh-klanken
- Deze Chinese taal kent geen standaardmandarijnse scherpe tonen
- Het standaardmandarijnse (pinyin) n- kan ook als l- gesproken worden
- Het standaardmandarijnse (pinyin) h-/hu- wordt ook als f- gesproken worden
- standaardmandarijnse klinkers worden nasaal uitgesproken
- vijf tot zes toonhoogtes